# Funambulus palmarum
Espèce
Synonymes
- Sciurus brodei Blyth, 1849
- Sciurus indicus Lesson, 1835
- Sciurus kelaarti Layard, 1851
- Sciurus palmarum Linnaeus, 1766
- Sciurus pencillatus Leach, 1814

Statut de conservation UICN

 LC  : Préoccupation mineure
Funambulus palmarum est une espèce de rongeur de la famille des Sciuridae qui peut être facilement domestiquée pour devenir animal de compagnie. On le trouve naturellement en Inde (au sud de la chaine Vindhya) et au Sri Lanka. À la fin du xixe siècle, cet écureuil a été introduit accidentellement en Australie-Occidentale où il est depuis devenu un ravageur d'importance mineure qui est activement éliminé en raison de son absence de prédateurs naturels. Il est étroitement apparenté à Funambulus pennantii que l'on trouve dans le nord de l'Inde, mais dont le territoire chevauche en partie celui de cette espèce.

## Sous-espèces[2]
- F. p. palmarum
- F. p. brodiei
- F. p. robertsoni